# Blanche (Pas-de-Calais)
Pour les articles homonymes, voir Blanche (rivière) et Blanche.
La Blanche est un cours d'eau du département du Pas-de-Calais et un sous-affluent de l'Escaut par la Lys. La Blanche n'est pas un affluent de la Lawe, mais la séparation de celle-ci en deux cours d'eau.

## Géographie
La longueur de son cours d'eau est de 4,5 km.
La séparation se fait après le moulin de Gosnay. Les deux branches étaient destinées jusqu'à la fin du XIXe siècle à la mise en eau des fortifications de la Ville de Béthune. La Blanche, après Gosnay, traverse Fouquières-lès-Béthune et, après avoir reçu les eaux du Fossé d'Avesnes, rejoint la Lawe au niveau du moulin d'Annezin.
Département  traversé : Pas-de-Calais